# Ettore Carminati
Ettore Carminati (Milano, 17 febbraio 1930 – Milano, 13 maggio 2007) è stato un arbitro di calcio italiano.

## Carriera
Tesserato la Sezione Arbitri "Umberto Meazza" di Milano, arbitra la sua prima gara in Serie B nella stagione 1960-1961.
Debutta in Serie A a Genova il 15 aprile 1962 arbitrando la partita Sampdoria-Lanerossi Vicenza (3-0). 
In dieci stagioni dirige 86 partite nella massima serie, e in tredici stagioni 130 partitei n Serie B.
Nelle due stagioni che vanno dal 1970 al 1972 arbitra 5 partite nelle Coppe Europee.